# Карась Йосип Ілліч
Йосип Ілліч Кара́сь (5 жовтня 1918, Хорол — 24 серпня 2000, Харків) — український живописець і педагог; член Харківської організації Спілки радянських художників України з 1952 року. Заслужений діяч мистецтв УРСР з 1979 року.

## Біографія
Народився 5 жовтня 1918 року в місті Хоролі (нині Лубенський район Полтавської області, Україна). Впродовж 1934—1938 років навчався у Харківському художньому училищі, у 1938—1942 та у 1946—1948 роках — у Харківському художньому інституті, був учнем Олексія Кокеля. Дипломна робота — картина «Осіння оранка» (керівник Семен Прохоров).
Брав участь у німецько-радянській війні. Нагороджений орденами Червоної Зірки (14 червня 1944) та Вітчизняної війни ІІ ступеня (6 квітня 1985). Член ВКП(б) з 1944 року.
Впродовж 1948—1957 років викладав у Харківському художньому інституті; у 1969—1989 роках — в Харківському художньо-промисловому інституті. Мешкав у Харкові, в будику на вулиці Культури № 20, квартира № 12. Помер у Харкові 24 серпня 2000 року.

## Творчість
Працював у галузі станкового і монументального живопису. Писав тематичні картини, натюрморти, пейзажі Слобожанщини, Полтавщини й Криму. Серед робіт:
живопис
- «Збір урожаю» (1949);
- «Сінокіс» (1950, полотно, олія; Національний художній музей України[2]);
- «На Курській дузі» (1950, у співавторстві);
- «Квітучі луки» (1952, Харківський художній музей, варіант — 1958);
- «Передвижники» (1951—1952, у співавторстві з Сергієм Солодовником і Григорієм Томенком; Харківський художній музей);
- «Під осінь» (1954, полотно, олія; Національний художній музей України[2]);
- «Пшениця» (1954, Алупкінський палац-музей);
- «У горах Алтаю» (1956);
- «Відлига» (1957, варіант — 1963);
- «У прифронтовому лісі» (1958, Харківський художній музей);
- «Вуличка в Гурзуфі» (1959);
- «Взимку в полі» (1960, Горлівський художній музей);
- «Дівчата» (1960);
- «Індустріальна Україна» (1960);
- «Колгоспні поля» (1960);
- «Рідні лани» (1960—1961);
- «Полтавщина. По шевченківських місцях» (1960—1961);
- «Вечірній мотив» (1962);
- «Поля безкраї» (1964);
- «Дівчата на фронті» (1964—1965);
- «На фронті» (1965);
- «Хліби відшуміли» (1966—1967);
- «Рідні стяги» (1967—1968);
- «Новий мікрорайон» (1968);
- «Кімната Володі Ульянова» (1969);
- «Останні гектари» (1972);
- «Скошене поле» (1974—1975);
- «1943 рік»/«Визволення» (1975);
- «На Харківщині» (1975);
- «Бузок» (1976);
- «Українська пшениця» (1977);
- «Натюрморт. Воєнні роки» (1978);
- «Осіння дорога» (1980—1981);
- «Сніг» (1982);
- «Згадаймо юність свою бойову» (1982—1983);
- «Перший сніг» (1987);
- «Вечір на рейді» (1988);
- «Тиша» (1989);
- «Літо» (1989);
- «Весна» (1990);
- «Чорнобривці» (1991);
- «На пляжі Гурзуфа» (1992);
- «Яблуні цвітуть» (1993);
- «Стара хата» (1993);
- «Соняшники України» (1995).

стінопис
- розпис «Соціалістичний Харків» для Південного вокзалу у Харкові (1952, у співавторстві);
- панно «Штурм Зимового» для Горлівського Будинку культури (1966, у співавторстві з Миколою Сліпченком).

Брав участь у всеукраїнських, всесоюзних і міжнародних мистецьких виставках з 1949 року, зокрема у Польщі у 1955 і 1956 роках, Італії у 1975 році. Персональні виставки відбулися в Орлі у 1955 році, Харкові у 1956, 1978, 1981, 2000 роках, Києві у 1981 році.